# 布萊切利園
布萊切利園（英語：Bletchley Park），又稱X電台（英語：Station X），是一座位於英格蘭米尔顿凯恩斯布萊切利鎮內的宅第。在第二次世界大戰期間，布萊切利園曾經是英國政府進行密碼解讀的主要地方，軸心國的密碼與密碼文件，如恩尼格瑪密碼機等，一般都會送到那裡進行解碼。自恩尼格瑪密碼機被破解後，布萊切利園所收集到的軍事情報一概被代號為ULTRA；儘管現今有部份人對這些情報的功用提出質疑，但普遍認為，ULTRA除幫助了盟軍外，還提早結束戰爭。
布萊切利園已為一所向公眾開放的博物館。

## 早期歷史
根據末日審判書在1086年的紀錄，布萊切利園所處的土地原屬於伊頓莊園的一部份。在1711年，布朗·韋利斯（Browne Willis）曾在該地興建了一所宅第，但托馬斯·夏理遜（Thomas Harrison）在1793年置得該地產權後，宅第即被拆卸重建。經過多年以後，該地房產在1877年再易手予塞繆爾·列斯庫姆·錫咸（Samuel Lipscombe Seckham），而布萊切利園一名也是自那時開始出現的。在1883年6月4日，擔任金融家兼自由黨下院議員的赫伯特·塞繆爾·里昂爵士（Sir Herbert Samuel Leon，1850年—1926年）購入了上址，並將原有在1870年代建成的農屋擴建成今日的模樣。
布萊切利園是一幢揉合了維多利亞哥德式、都鐸式和荷蘭巴洛克式的建築；對於這種別具一格的設計，不少在二戰期間到訪過那裡，以及在那裡工作的人士，都留下了茫然而困惑的印象。布萊切利園本身佔地55英畝（22公頃），而整個莊園則共佔地581英畝（235公頃）。里昂爵士與里昂爵士夫人相繼在1926年和1937年逝世後，布萊切利園在1938年轉售予發展商，發展商原準備將之夷為平地，以興建大型屋苑。不過就在這個時候，海軍上將休·辛克萊爵士（Admiral Sir Hugh Sinclair）卻把土地買下。辛克萊爵士是軍情六處的首長，曾任海軍情報科總監，也是政府密碼學校的創辦人。在購置布萊切利園前，他曾極力遊說政府部門出資買下該房產，但是遭到了拒絕，最後辛克萊爵士自己掏了7,500英鎊買下布萊切利園。直到1991年布萊切利園再度面臨清拆前夕，大眾才知道政府並非擁有布萊切利園。
布萊切利園位於大學線（Varsity Line）沿線，大學線是一條原本連接牛津大學和劍橋大學的鐵路線。儘管今日大部份的大學線路段已經停用，但在昔日，布萊切利園正憑藉這種便利，使兩所大學的解密專家都可以方便的雲集那裡。現時布萊切利園附近仍然有布萊切利火車站，它是英國西岸的主要火車站，可通往倫敦。此外，布萊切利園鄰近電話線以及通往倫敦的主要道路，這都是辛克萊爵士當初購買那裡的主要考慮。

## 二戰歷史

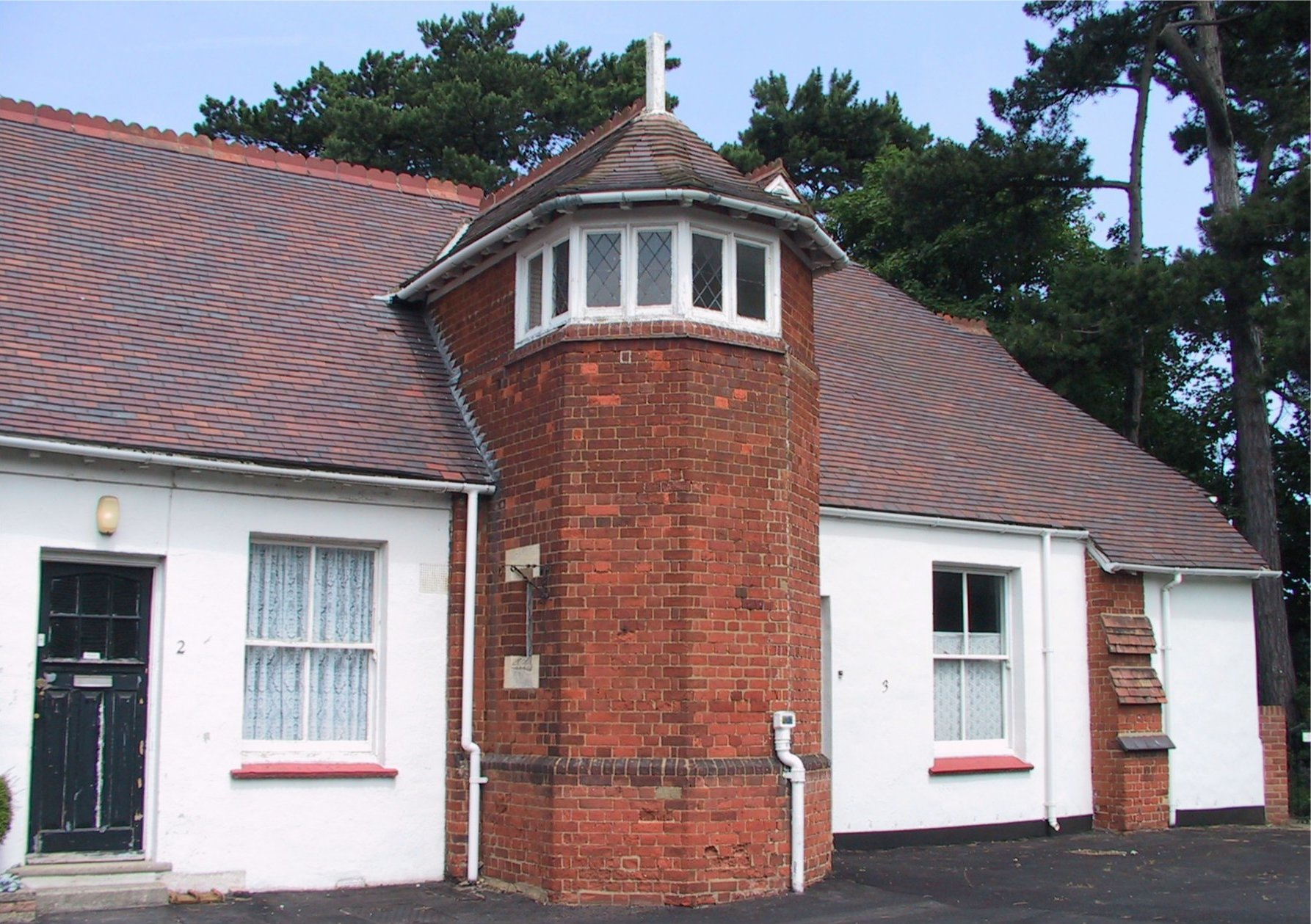
圖中所見的農屋位於馬棚的空地，原本用作放置牲畜糧草和馬具。狄里·諾克斯、約翰R·F·傑佛利斯和艾倫·圖靈就是在這裡進行恩尼格瑪密碼機早期的解密工作。而塔樓上層所見到的白色窗戶，裏面曾為艾倫·圖靈所居住。

就在二戰爆發前夕，波蘭密碼局曾向英國情報部門披露有關德國恩尼格瑪密碼機的破解技術，而英國政府就是憑這些情報展開解讀恩尼格瑪密碼機訊號的行動。在1939年8月15日，政府密碼學校率先遷進了布萊切利園，其中學校的海軍部、軍事部和空軍部均悉數佔用了宅第的地面一層，而最頂層則被軍情六處所佔用。此外，宅第內又設置了電信部、電傳打字機房、廚房與飯廳，以供所有職員使用。在遷入布萊切利園初期，由於預先構思好的木製小屋群尚未建成，所以工作人員都擠在宅第、馬棚和旁邊的農舍內生活。至於鄰近的艾馬斯寄宿男校校舍，則為政府密碼學校的商業及外交部所徵用。
在早期的時候，布萊切利園內的水塔曾被改建成無線電房，並取名為「X電台」。儘管這個名字後來被用作布萊切利園的別稱，但事實上，基於無線電房伸出很多長形的天線，所以該無線電房不久就遷離開布萊切利園，以免使整個基地引起外人懷疑。
布萊切利園在戰時的工作，主要是把全國各地監聽站所收集到來自軸心國的數據進行分析。一般而言，監聽站收集到的初步數據會由情報員駕駛摩托車快速送到布萊切利園，而到後來，監聽站更可直接以電傳打字機直接傳送數據。時至今日，布萊切利園最為人所知的「功績」，就是它曾經成功破解了德國恩尼格瑪密碼機的密碼系統；但要說布萊切利園最偉大的成就，則或許是它曾破解德國的FISH高級電傳打字機密碼。
在布萊切利園透過解密所得出的情報，一概被代號為「ULTRA」。這些情報很大程度上使盟軍在大西洋戰役中成功擊沉敵方多艘U-潛艇，也為皇家海軍在馬塔潘角戰役與北角戰役奠下勝利的基石。
此外，自美國參戰後，英國首相邱吉爾曾同意美國總統羅斯福，讓兩國共用資源。在這種背景下，有不少美國的密碼學家到布萊切利園，與英方專家一同工作。當時英方專家主要負責德國的密碼，而美方專家則主要負責破解日本所用的密碼。
二戰期間，布萊切利園只一次受到直接空襲。在1940年11月20日至21日，敵方在莊園上空投下了3枚炸彈。一般人認為，那3枚炸彈真正目標其實是附近的布萊切利火車站。在這3枚炸彈中，有一枚在宅第的傳訊員入口處一帶爆炸，強烈的震動使旁邊的小屋4號（屬於學校的海軍情報部）造成輕微移位。不過，由於這些小屋均建於磚塊搭建的柱狀物之上，所以工程人員在把小屋移回原位的同時，室內的人仍可繼續工作。
在布萊切利園以外，英政府亦曾在肯雅啟林迪尼（Kilindini）設立了同類的前線基地，專門破解日本的密碼 （页面存档备份，存于）。在一連串的解密行動，再加上運氣，直至1945年8月，日本商船隊因此共計損失了90%的船隻。

## 密碼分析
戰時布萊切利園的解密工作一般都是由數學家和解密專家進行。其中，後世最為人所熟悉的專家要算是艾倫·圖靈，圖靈曾對戰時的解密工作提供重大貢獻。
自1943年開始，布萊切利園曾引入一套數碼電子電腦，以解讀德國一套名為TUNNY的電傳打字機密碼系統。這套稱為巨象的電腦由湯米·佛洛亞斯所設計，並由英國郵政局的郵政局研究站提供器材和承建。
在1945年1月，即解密行動達到高峰期的時候，曾有約9,000人在布萊切利園工作，至於戰時亦曾有多達10,000人在那裡工作。這些獲招聘的人士一般都具備有獨特的才能，比如說是國際象棋冠軍、填字遊戲專家、精通數國語言的人或數學界權威。當中，最著名的例子是，布萊切利園當局曾以《每日電訊報》的填字遊戲作為面試測試，限令面試者要在12分鐘內完成填字遊戲。此外，該報社亦曾被要求舉辦填字遊戲比賽，然後再招攬勝出者參與「一項特別的工作，為戰事作出貢獻」。

## 戰後狀況
在二戰結束時，布萊切利園內大部份器材與藍圖都被銷毀。而儘管曾經有數以千計的人在那裡參與解密工作，但他們在戰後都一直保持沉默，一直遲至1970年代，布萊切利園在戰時的解密基地身份才真正為外界所揭露。在戰後，布萊切利園曾為不同機構所佔有，當中包括有英國電訊、民航局和PACE（民用房地產物業顧問）。此外，直到1987年以前，政府通訊總部（GCHQ，即改組後的政府密碼學校）仍在布萊切利園設有訓練所。
在1991年，所有機構基本上已遷離布萊切利園，那裡幾近於空置狀態。當時布萊切利園還隨時被發展商重新發展，有夷為平地的風險。就在1992年2月10日，密爾頓凱恩斯自治市鎮議會率先通過把布萊切利園劃作保育地域。而3日後，即1992年2月13日，布萊切利園信託基金即告成立。信託基金設立後，布萊切利園就開始進行工程，改建成一座以解密專家與密碼學為主題的博物館。博物館在1993年開始對外開放，至1994年7月，更獲根德公爵殿下以主贊助人的身份，蒞臨博物館主持正式開幕儀式。在1999年6月10日，信託基金與布萊切利園之擁有人達成協議，將該地的主要控制權交予信託基金。
布萊切利園信託基金是一個透過志願者捐款而成立的組織，依賴公眾的支持來營運。在2005年10月，美國富豪悉尼·法蘭克（Sidney Frank）就曾捐出500,000英鎊予信託基金，以資助興建一座紀念艾倫·圖靈的科學中心。此外，現時博物館還有不少熱心人士專門修復戰時的解密器械。
|  |  |  |

## 木製小屋

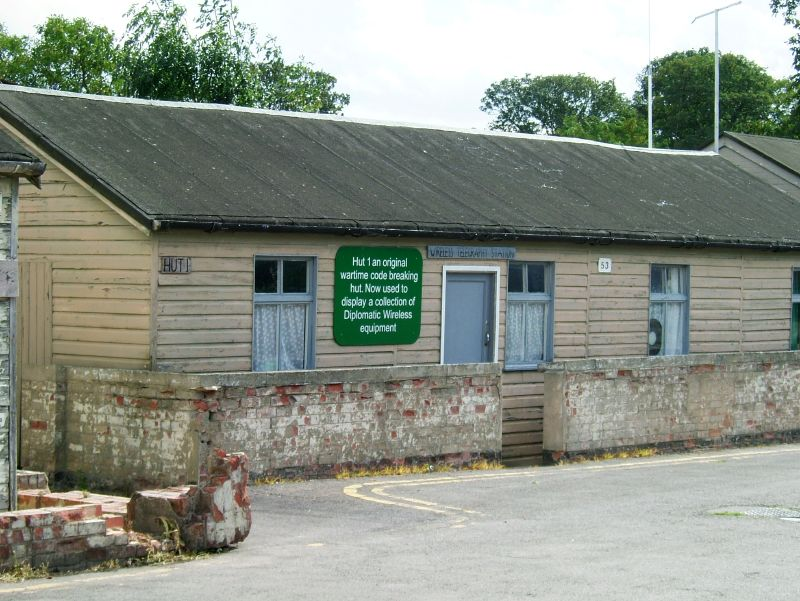
小屋1號是第一幢興建的小屋。

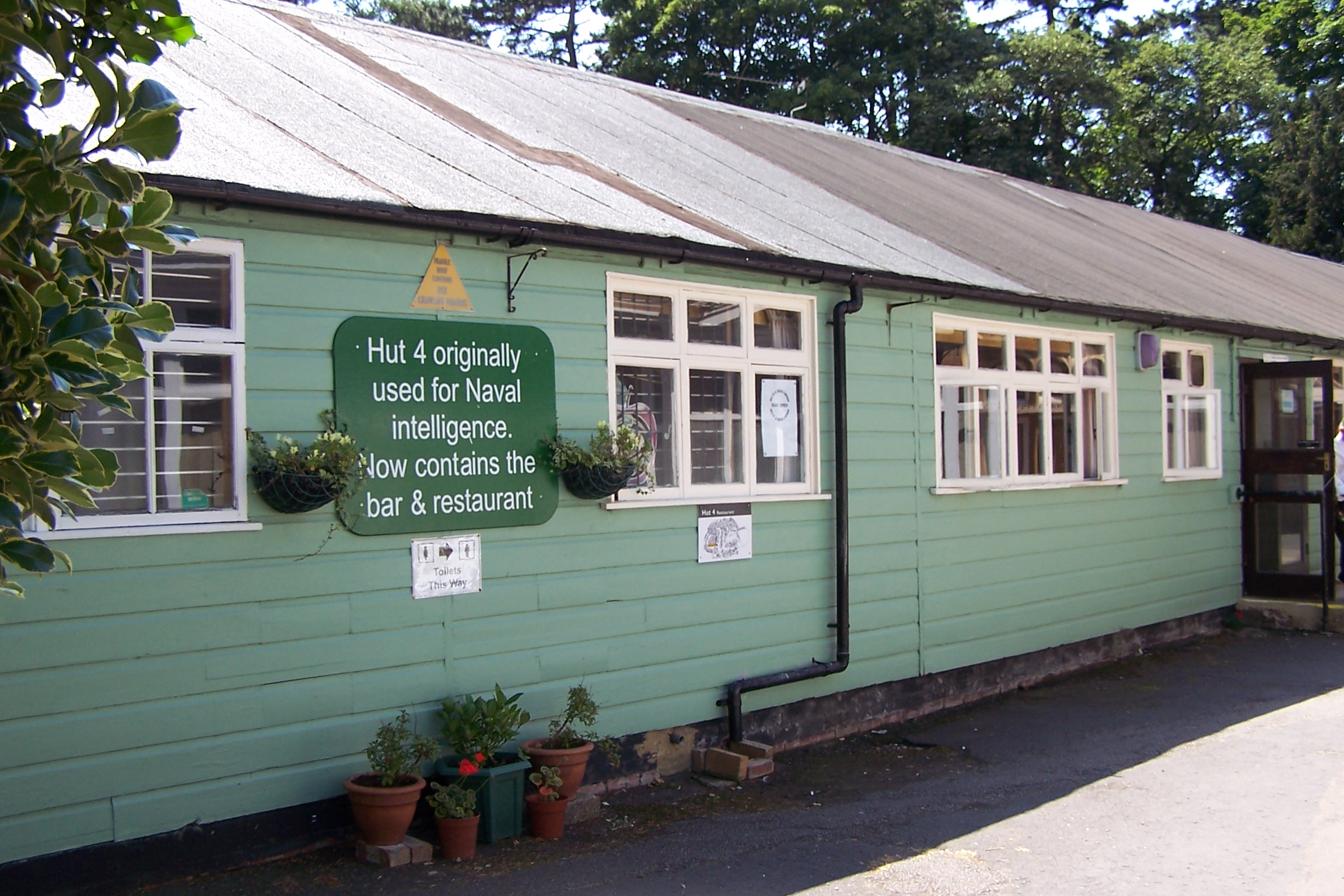
小屋4號位於宅第的旁邊，它在戰時曾專門負責海軍情報。今日，這裡已重新修建成博物館的餐廳與酒吧。

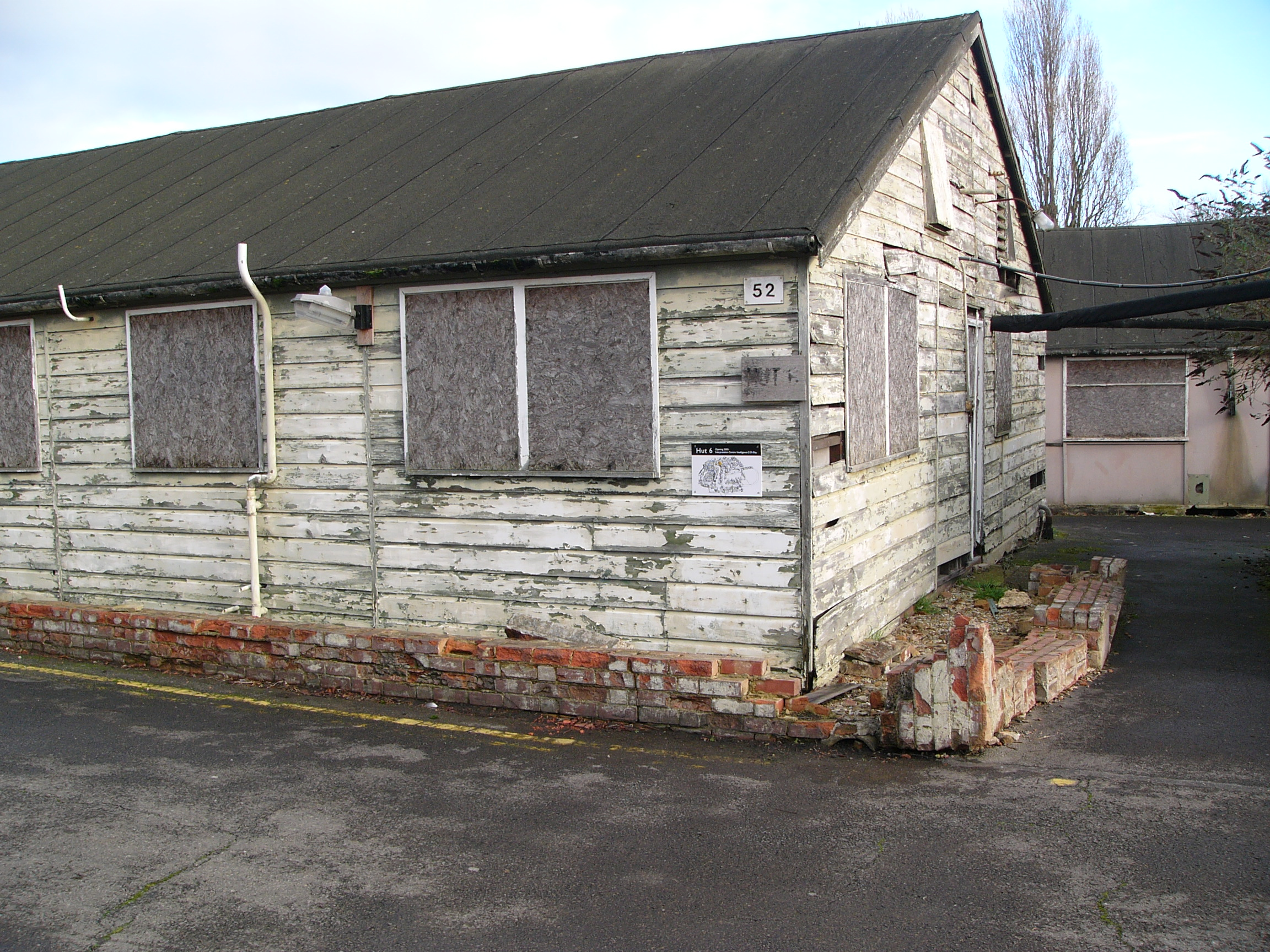
小屋6號，攝於2004年。

在戰時，布萊切利園曾興建了不少木製小屋，以作收集情報之用。這些小屋均以數字命名，而有趣的是，小屋內的工作，往往也以小屋的名稱作為代號。木製小屋包括有：
- 小屋1號 — 最先於1939年興建[15]
- 小屋2号 — 娱乐用途，提供啤酒、茶水的休闲空间
- 小屋3號 — 情報用途，專門翻譯和分析使用於陸軍和空軍的恩尼格瑪密碼機系統
- 小屋4號 — 情報用途，專門分析使用於海軍的恩尼格瑪密碼機系統
- 小屋6號 — 專門對使用於陸軍和空軍的恩尼格瑪密碼機系統進行破譯
- 小屋8號 — 專門對使用於海軍的恩尼格瑪密碼機系統進行破譯
- 小屋10號 — 氣象部門[16]
- 小屋10號 — 首幢置有「炸彈」機（Bombe）的小屋[17]
- 小屋10號 — 主要的電傳打字機房[18]

## 文化影響
- 有關布萊切利園的事蹟在1999年結集成一輯名叫《X電台》的紀錄片。紀錄片播出後，再度使布萊切利園引起廣泛的注意  （页面存档备份，存于）。
- 布萊切利園的事蹟亦曾被寫成小說，至2001年更搬上了電影銀幕。
- BBC第四電台曾有一套名叫《小屋33號》的情境喜劇，故事設定在布萊切利園發生  （页面存档备份，存于）。
- 2014年电影《模仿游戏》讲述了英国数学家艾伦·图灵在布萊切利園帮助盟军破译纳粹德国的军事密码的真实故事。

## 請參見
- 與布萊切利園關聯的人士名單
- Newmanry
- Testery
- Y服務
- 阿靈頓堂
- 國家密碼術博物館
- 鄧尼斯菲爾德樓
- 恩尼格瑪密碼機的密碼分析（Cryptanalysis of the Enigma）

## 延伸閱讀

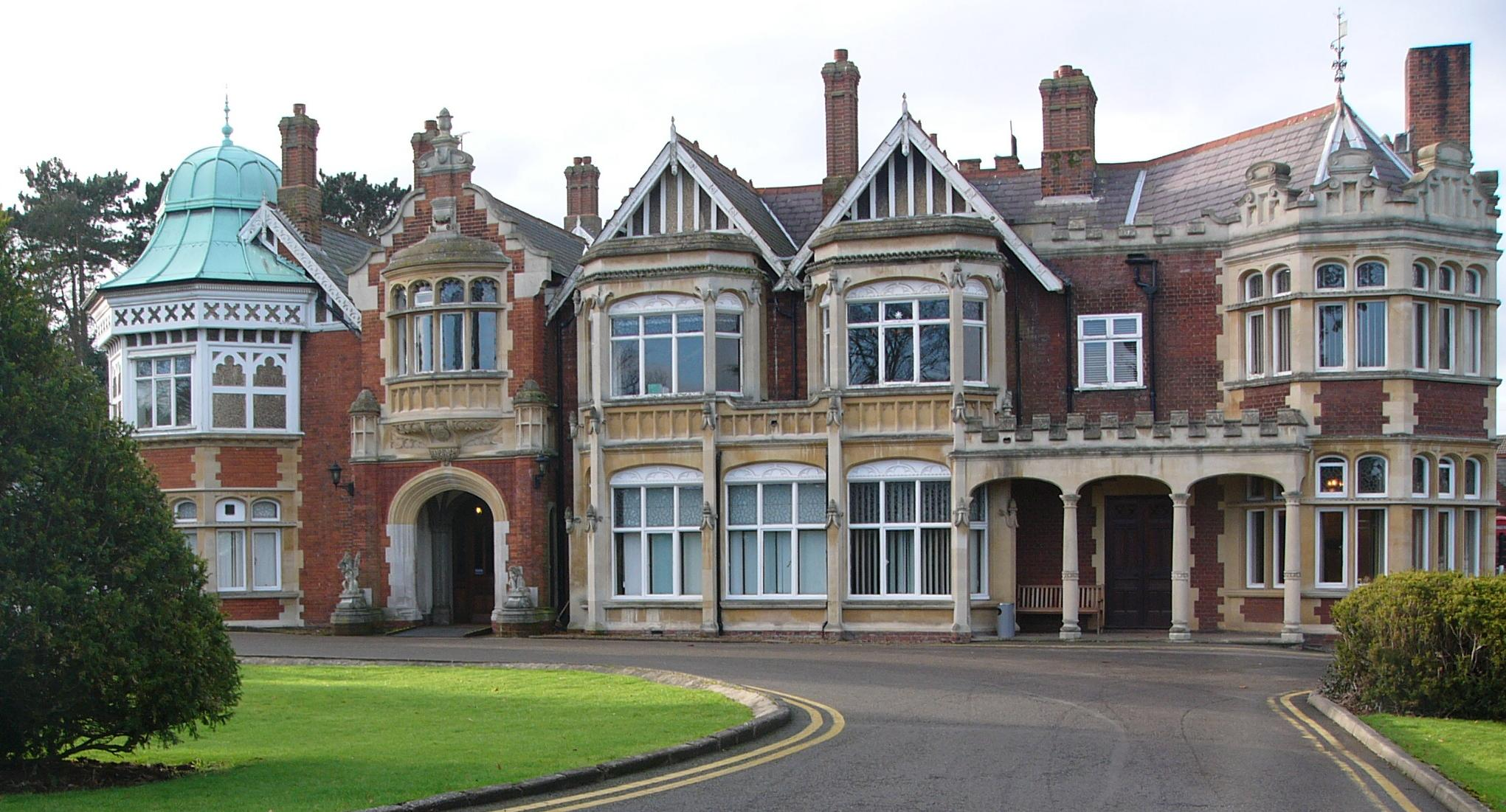
在二戰期間，解密專家在布萊切利園曾破解不少軸心國的密碼與密碼文件系統，當中更包括了恩尼格瑪密碼機。正因如此，布萊切利園附近一度成為解密中心。上圖所示，為布萊切利園的立面，此立面獨特地把各類建築風格共冶一爐。

- Ted Enever, Britain's Best Kept Secret: Ultra's Base at Bletchley Park, 3rd edition, 1999, ISBN 0-7509-2355-5.
- F. H. Hinsley and Alan Stripp, eds. Codebreakers: The Inside Story of Bletchley Park, Oxford University Press, 1993.
- Christine Large, Hijacking Enigma: The Insider's Tale, 2003, ISBN 0-470-86346-3.
- Doreen Luke's "My Road to Bletchley Park - https://web.archive.org/web/20070928001740/http://www.bletchleypark.org.uk/shop/index.rhtm/130822/cat.html,
- Hugh Sebag-Montefiore, Enigma: the Battle for the Code, London, Weidenfeld & Nicolson, 2000.
- Michael Smith, Station X, Channel 4 Books, 1998. ISBN 0-330-41929-3 or ISBN 0-7522-2189-2

- Peter Hilton, "Reminiscences of Bletchley Park, 1942-1945 （页面存档备份，存于）", AMS History of Mathematics, Volume 1: A Century of Mathematics in America, AMS, Providence, RI, 1988,

## 外部連結
- 布萊切利園信託基金
- 布萊切利園 — 視像遊覽 （页面存档备份，存于） — 由Tony Sale提供
- 一個布萊切利園的非官方網站 （页面存档备份，存于）
- 與布萊切利園有關的相片、歷史、地圖和其他資訊 （页面存档备份，存于）
- 密碼與密碼文件遺產基金
- 《為國家保留布萊切利園的新希望》，每日電訊報1997年3月3日
- 2366 （布萊切利園）ATC連
- 小屋33號 （页面存档备份，存于），BBC第四電台在2007年6月的處境喜劇，以1941年的布萊切利園為故事發生的場地

51°59′49″N 0°44′31″W / 51.997°N 0.742°W